# Рьогоку Кокугикан
Рьогоку Кукогикан (на японски: 両国国技館, Ryōgoku Kokugikan), известен също като Рьогоку сумо хол, е покрита спортна арена в Токио, Япония.
Намира се в квартал Йокоами (до границата с квартал Рьогоку, по който е наречена залата) на район Сумида, в непосредствена близост до Музея „Едо Токио“. Тя е 3-та сграда в Токио, свързана с името кокугикан. Сегашната сграда е открита през 1985 г. Има капацитет от 11 098 зрители.
Използва се главно за сумо турнири (хонбашо). Домакин е на Хацу (Новогодишния) хонбашо през януари, Нацу (Летния) хонбашо през май и Аки (Есенния) хонбашо през септември. Използва се и за други спортни прояви (по бокс, кеч), както и за музикални концерти. През последните години залата е домакин на финалите на ежегодния турнир G1 Climax на New Japan Pro Wrestling, на „Нашествена атака“ и „Краля на кеча“, както и на „Звяра в Изтока“ на WWE на 4 юли 2015 г. Там също така има музей за сумо.
Залата е определена да бъде домакин на боксовото състезание на Летните олимпийски игри през 2020 г.

## История
Преди появата на специална зала съревнованията по сумо в Токио се провеждат на територията на храма Еко. Нарастващата популярност през периода Мейджи на този ритуален спорт довежда до построяването на първия „кокугикан“ (на японски: 国技館, Kokugi-kan – зала за национални двубои) в квартала Рьогоку през 1909 г. Вместимостта на залата е около 13 000 души.
Японската армия заема сградата през Втората световна война и някои турнири се провеждат на открито в бейзболен стадион. По време на следвоенната окупация на Япония главнокомандващият съюзните окупациони войски генерал Дъглас Макартър определя сумото като по-малко заплашително от другите бойни изкуства и разрешава в залата да се проведе турнир през ноември 1945 г. Окупационните сили заемат впоследствие района и го превръщат отчасти в ледена пързалка. Друг турнир се провежда там през ноември 1946 г.
След това турнирите се провеждат в храма на Мейджи до 1954 г., после са в новооткрития Курамае Кокугикан, който е заменен от сегашния Рьогоку Кокугикан в кв. Йокоами, открит през 1985 г.

## Галерия
- Сумисти влизат в Кокугикан
- Парад преди последния мач в сумо турнир
- Сумисти преди началото на състезание
- Окаченият покрив в шинтоистки стил над дохьото

## В изкуството
В аниме сериите Hajime no Ippo някои от героите участват в боксови мачове в Рьокогу Кокугикан.
В манга сериите Prison School някои от героите участват в студентски сумо турнир в Рьокогу Кокугикан.